# Яблоки мистера Пибоди
Яблоки Мистера Пибоди (англ. Mr. Peabody’s Apples) — вторая из пяти изначально задуманных книг для детей, написанных Мадонной.
Книга получила самый высокий рейтинг среди всех произведений Мадонны — 4,1 из 5 баллов на англоязычном портале Goodreads (без учёта нотных изданий). Подверглась большой критике в США из-за предисловия Мадонны, в котором она упоминает своего учителя каббалы, который однажды рассказал ей мидраш, ставший основой сюжета книги.

## Сюжет
— Правильно, — согласился мистер Пибоди. — И так же невозможно исправить вред, который ты нанёс, распространяя слух о том, что я — вор. Каждое перо — это один житель Хэппвилля...

Мистер Пибоди — школьный учитель, случайно оказавшийся жертвой сплетен в маленьком городке Хэппвилле. Результатом распространения слухов становится преследование мистера Пибоди. Чтобы дать своему ученику урок бережного отношения к словам, учитель просит его принести на холм подушку и вытрясти из неё перья на ветру . 
Эта история о силе слов. И о том, как бережно мы должны их выбирать, чтобы не навредить другим людям

## Иллюстрации
Иллюстрации книги Лорена Лонга напоминают работы Томаса Харта Бентона и передают атмосферу Америки 40-х годов.

## Переводы
Книга переведена на 37 языков и была издана более чем в 110 странах мира. Перевод на русский выполнил Леонид Яхнин. Мировая премьера состоялась 10 ноября 2003 года. 

## Аудиокнига
17 ноября 2003 года для загрузки стала доступна 8-минутная версия аудиокниги в прочтении автора. В 2005 году первые 5 книг серии на английском языке также стали доступны в виде аудиокниги на CD под названием — Madonna 5 Book: Madonna 5 Audio Books for Children (лейбл Callaway Audio).